# Фернандо Колунга
Фернандо Колунга Оливарес (на испански: Fernando Colunga) е мексикански актьор и манекен.

## Биография
Роден е в град Мексико на 3 март 1966 г. Родителите му са дон Фернандо Колунга и Маргарита Оливарес. Завършил е специалност „Строително инженерство“ в Кралски и папски университет на Мексико, но никога не е работил по професията си. През 1988 г. стартира актьорската си кариера.

## Филмография
- 2025: Изгрев – Леонел Каранса Кинтана
- 2024: Графът: Любов и чест – Алехандро Гайтан / Граф Хоакин де Монтенегро
- 2023: Проклятието – Енрике де Мартино
- 2015: Страст и сила – Еладио Гомес Луна Алтамирано
- 2012: Защото любовта командва – Хесус Гарсия
- 2010: Желязната дама – Хосе Мигел Монтесинос
- 2008: Утре и завинаги – Едуардо Хуарес/Франско Санторо
- 2007: Изпепеляваща страст – Рикардо де Саламанка Лопес де Карвахал
- 2007: Ladrón que Roba a Ladrón (To Rob a Thief) – Алехандро Толедо
- 2005: Пробуждане – Луис Манрике и Ареяно
- 2003: Истинска любов – Мануел Фуентес Гера
- 2001: Коледа без край – Педро
- 2000: Прегърни ме много силно – Карлос Мануел Риверо
- 1999: Коледна песен – Хайме Родригес Кодер
- 1999: Есперанса – Луис Густаво Урибе дел Вайе
- 1998: Узурпаторката & Отвъд... узурпаторката – Карлос Даниел Брачо
- 1997: Есмералда – Хосе Армандо Пеняреал де Веласко
- 1995: Алондра – Раул Гутиерес
- 1995: Besame en la Boca – Артуро
- 1995: Esclavos de la Pasion
- 1995: Мария от квартала – Луис Гернандо де ла Вега
- 1994: Отвъд моста – Валерио Рохас
- 1994: Маримар – Адриан Росалес
- 1993: Егоистични майки – Хорхе
- 1992: Мария Мерседес – Чичо
- 1990: Пепел и диаманти